# Colli Pesaresi bianco
Il Colli Pesaresi bianco è un vino DOC la cui produzione è consentita nella provincia di Pesaro.

## Caratteristiche organolettiche
- colore: giallo paglierino.
- odore: gradevole, delicatamente profumato.
- sapore: asciutto, sapido, armonico.

## Produzione
Provincia, stagione, volume in ettolitri
- Pesaro  (1994/95)  161,7
- Pesaro  (1995/96)  684,19
- Pesaro  (1996/97)  329,84